# BTR (Panzer)
BTR (russisch БТР, ukrainisch БТР) ist die Abkürzung für "Bronetransportjor" (russisch бронетранспортёр, ukrainisch бронетранспортер, deutsch „gepanzerter Transporter“). Mehrere sowjetische bzw. russische/ukrainische Transportpanzer mit Rad- oder Kettenfahrwerk werden so bezeichnet.

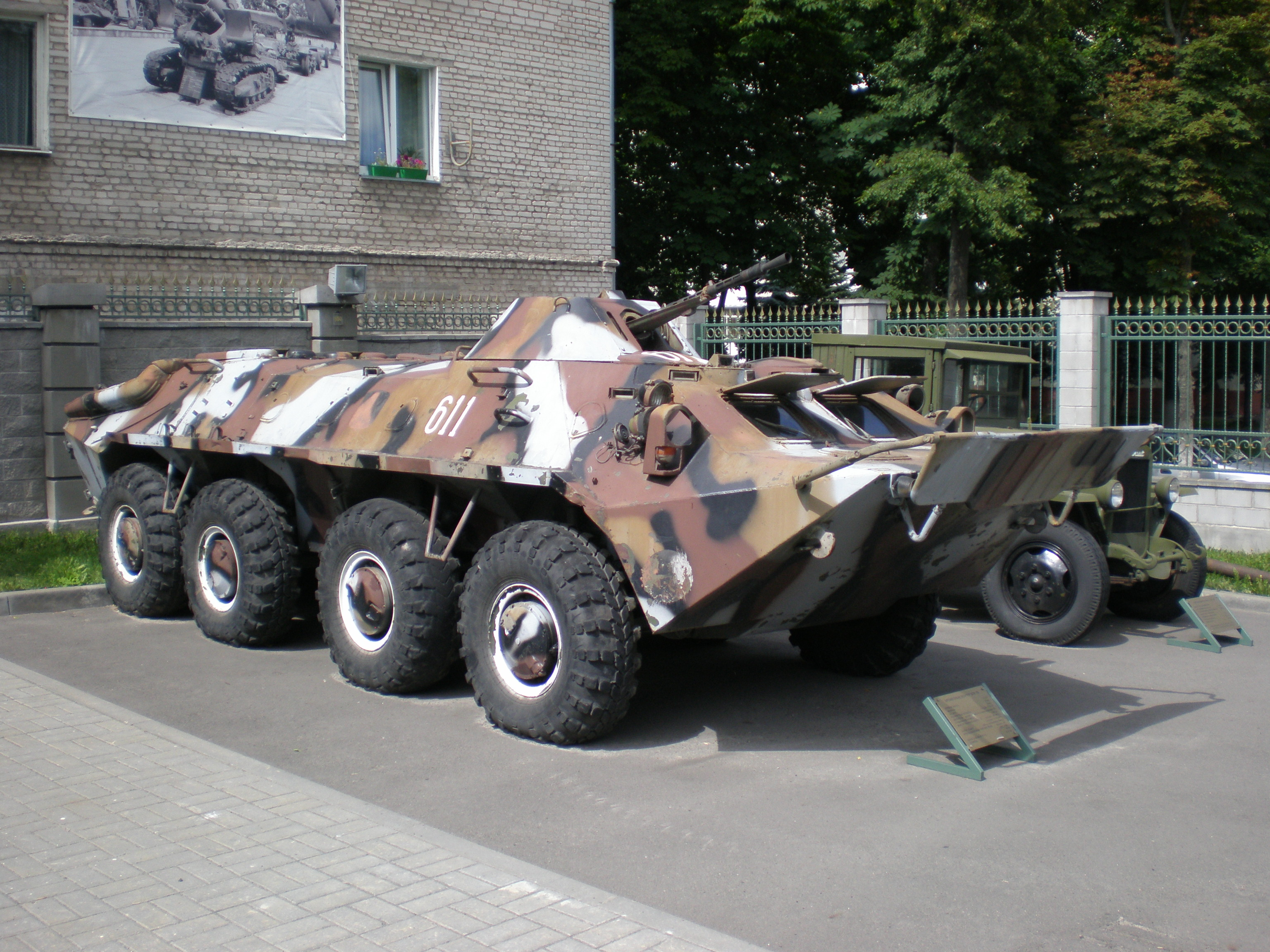
BTR-70 in einem belarussischen Museum

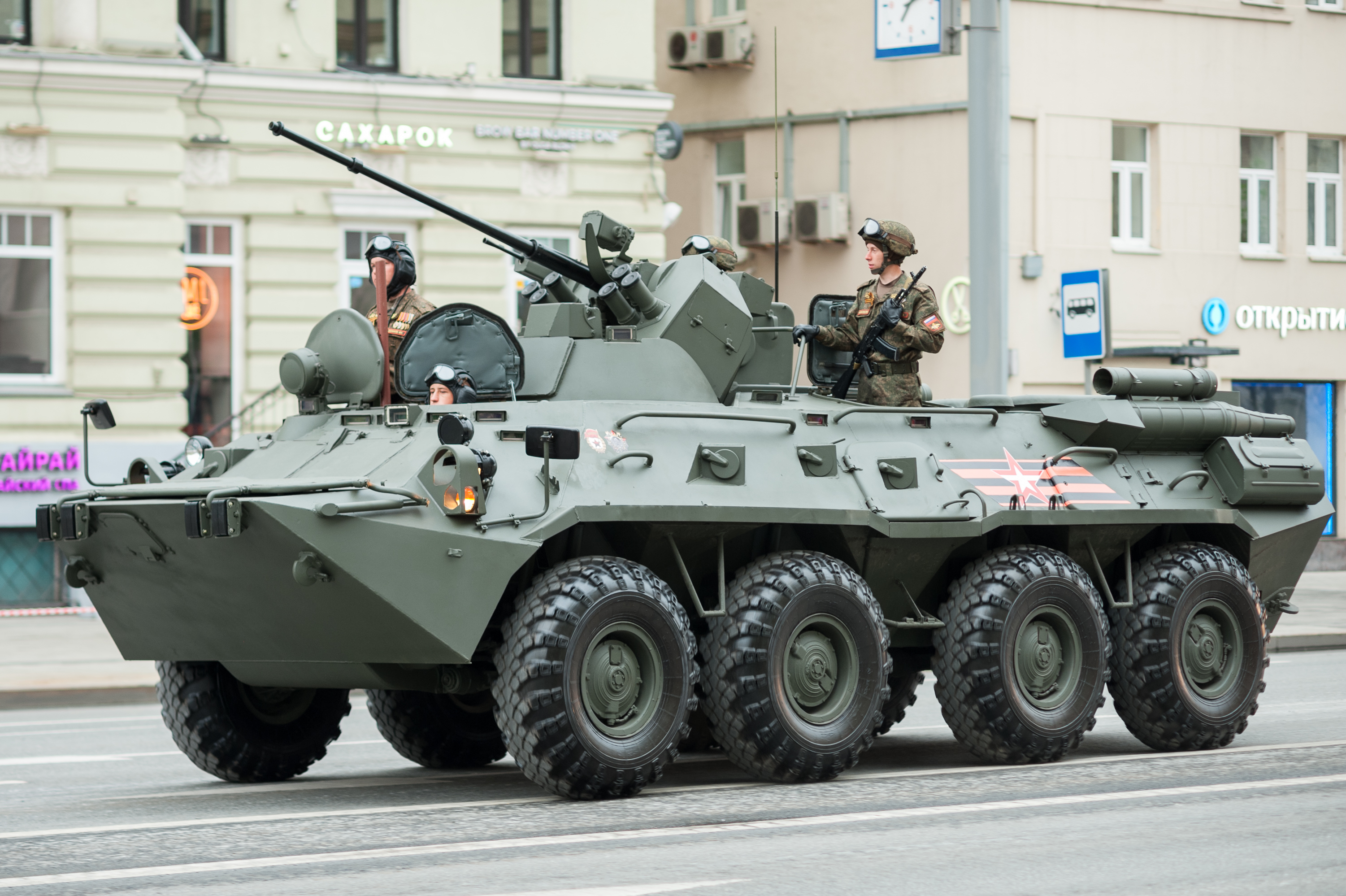
Russischer BTR-82 in Moskau

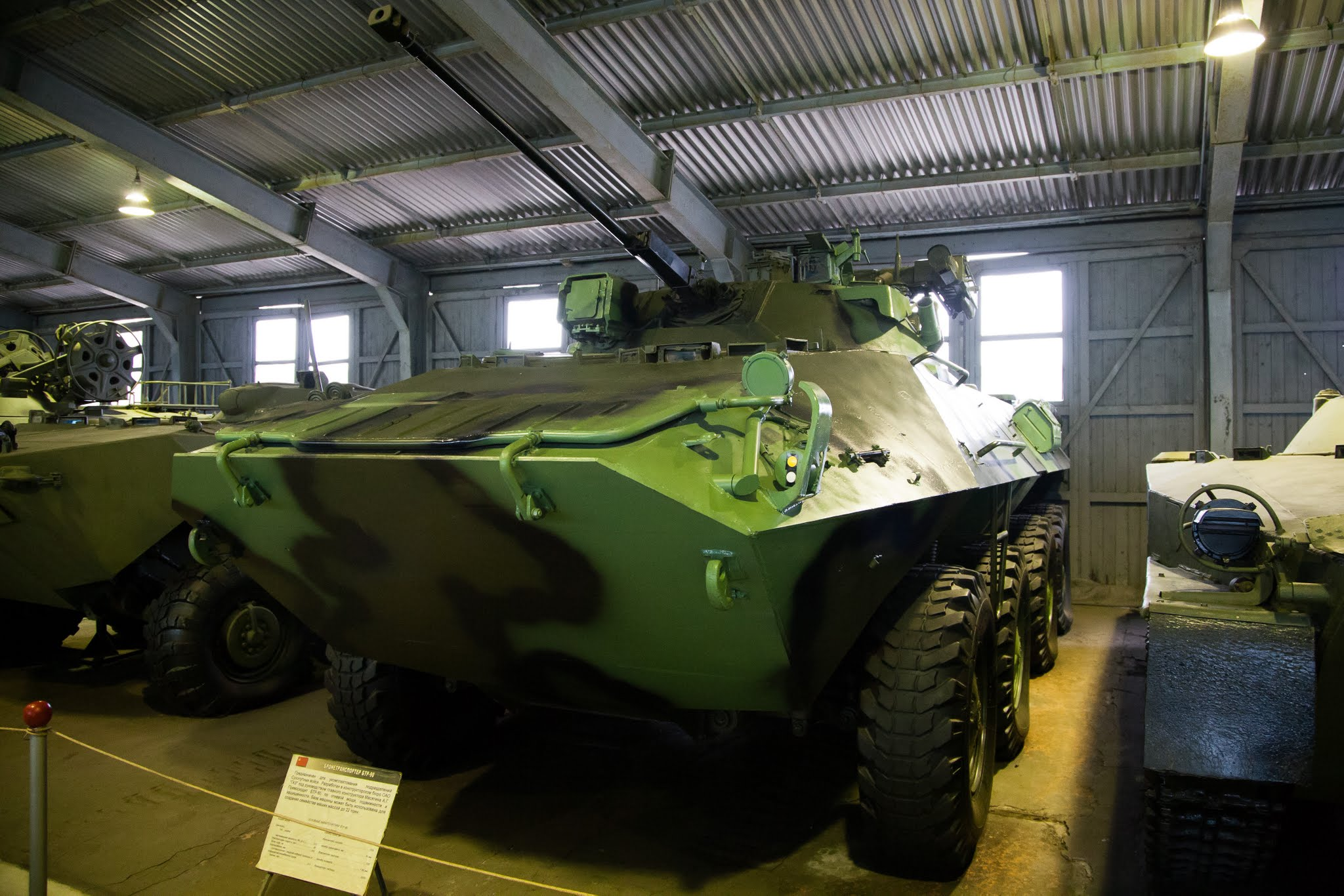
Russischer BTR-90 im Panzermuseum Kubinka

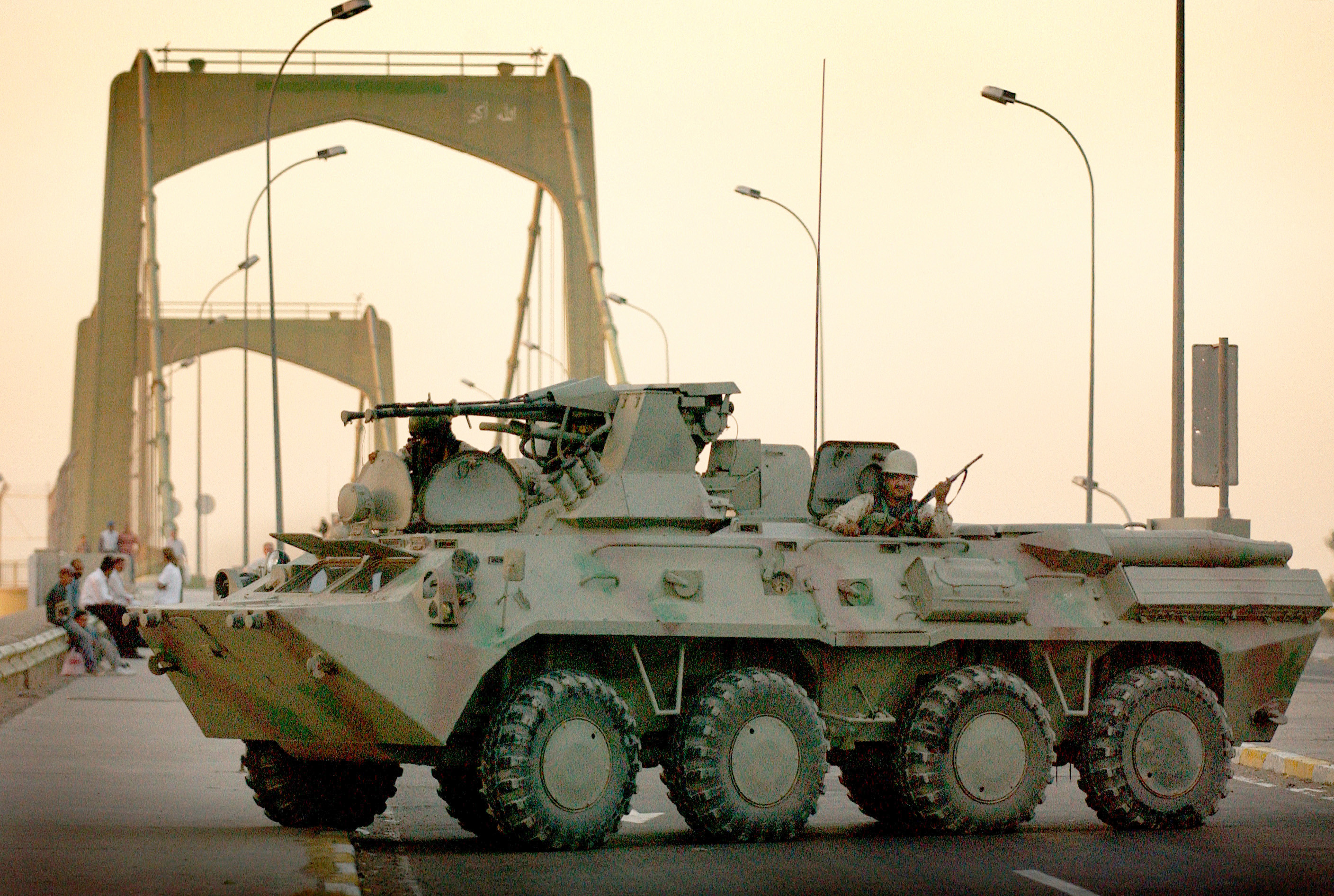
Irakischer BTR-94

## 4x4- und 6x6-Radpanzer

### BTR-40
Der 1950 eingeführte BTR-40 ist ein sowjetischer Radpanzer. In der Nationalen Volksarmee der DDR wurde er als Schützenpanzerwagen 40, kurz SPW-40 geführt.

### BTR-152
Der bei der Roten Armee 1951 in Dienst gestellte BTR-152, gelegentlich auch als SIS-152 bezeichnet, ist ein Schützenpanzerwagen des sowjetischen Herstellers Sawod imeni Stalina, kurz SIS. In der Nationalen Volksarmee der DDR wurde der Radpanzer als SPW-152 geführt.

## 8x8-Radpanzer

### Sowjetische bzw. russische Modelle

#### BTR-60
Der BTR-60 ist ein Schützenpanzerwagen aus sowjetischer Produktion. Das Fahrzeug wurde in den späten 1950er-Jahren entwickelt, 1961 erstmals öffentlich gesichtet und mindestens bis Mitte der 1970er-Jahre in diversen Versionen in Serie gebaut. Der Radpanzer gehörte unter anderem zur Standard-Ausrüstung der motorisierten Schützentruppen der NVA der DDR und wurde dort als SPW-60 geführt. Hergestellt wurden die Fahrzeuge unter anderem bei GAZ und bei KZKT.

#### BTR-70
Der BTR-70 war ein Transportpanzer, der in der Sowjetunion entwickelt wurde. Das Fahrzeug wurde im Kalten Krieg in großer Zahl produziert und fand bei zahlreichen Staaten Verwendung. Unter der Bezeichnung SPW-70 gehörte es auch zur Ausrüstung der NVA.

#### BTR-80
Der BTR-80 ist ein sowjetischer Transportpanzer. Er wurde Anfang der 1980er Jahre bei der sowjetischen Armee in Dienst gestellt. Grundlage für die Neuerungen an diesem Modell der BTR-Serie gegenüber seinen Vorgängertypen waren die Erfahrungen, die die sowjetischen Truppen im Afghanistan-Krieg gemacht hatten. Modernere Versionen tragen die Bezeichnung BTR-82 bzw. BTR-87.

#### BTR-90
Der BTR-90 ist ein russischer Radpanzer, der 1993 entwickelt und 1994 erstmals der Öffentlichkeit präsentiert wurde. Gebaut wird der BTR-90 im Maschinenbauwerk Arsamas, das zur GAZ-Gruppe gehört.

### Ukrainische Modelle

#### BTR-3
Der BTR-3 ist ein achträdriger (8 × 8) allradgetriebener amphibischer ukrainischer Schützenpanzer. Der BTR-3 wird von ChKMB hergestellt. Er ist eine Weiterentwicklung des sowjetischen BTR-80.

#### BTR-4
Der BTR-4 „Bukephalos“ ist ein achträdriger (8×8), allradgetriebener, amphibischer Schützenpanzer aus ukrainischer Produktion. Entwickelt wurde der BTR-4 vom ukrainischen Rüstungsbetrieb KMDB, ohne dass eine staatliche Ausschreibung stattfand.

#### BTR-7
Beim BTR-7 handelt es sich um eine ukrainische Modifikation des BTR-70 mit zwei Dieselmotoren anstatt der Ottomotoren.

#### BTR-94
Der BTR-94 ist ein achträdriger (8×8), allradgetriebener, amphibischer Transportpanzer aus ukrainischer Produktion. Das Fahrzeug ist eine Modifikation des sowjetischen BTR-80.

## Kettenfahrzeuge

### BTR-50
Der BTR-50 ist ein sowjetischer Transportpanzer mit Kettenfahrwerk. Er war bei den Landstreitkräften der UdSSR sowie der verbündeten Staaten des Warschauer Vertrages im Einsatz. Als SPW-50PK gehörte er bis 1990 zur Standardausrüstung der NVA der DDR.

### BTR-D
Der BTR-D ist ein leichter sowjetischer Transportpanzer, der 1974 in der sowjetischen Armee eingeführt und hauptsächlich bei den Luftlandetruppen verwendet wurde.

### BTR-T
Der BTR-T ist ein russischer Schützenpanzer auf Basis eines modifizierten T-55-Fahrwerks.